# Stopa
Der Stopa, auch Stop, war der polnische Fuß als Längenmaß. Das Maß galt im Königreich Polen und im Freistaat Krakau. Das Maß hatte hier einen Unterschied von 68 Millimeter. 
- Krakau 1 Stopa = 12 Calow/Zoll = 144 Linii/Linien = 1728 Punkty/Scupels/Punkte = 158 Pariser Linien = 356 Millimeter
- Königr. Polen 1 Stopa = ½ Lokiec = 12 Calow/Zoll = 144 Linii/Linien = 127 ⅔ Pariser Linien = 288 Millimeter

Andere Maßbeziehungen waren 
- 6 Stopa = 1 Sazen

Als Feldmaß  wurde der Stopa anders gerechnet.
- 1 ⅓ Stopa (geometrischer) = 1 Łokieć
- 10 = 1 Petrow
- 100  = 1 Sznur/Schnur/Kette
- 1 Stopa = 10 Lawek = 18 Calów = 216 Linii = 193 Pariser Linien = 432 Millimeter